# COMBOX310
COMBOX310（コムボックスサンイチマル）とは、茨城県水戸市の水戸駅南口にある複合商業施設。
ホテルとアミューズメントの複合商業施設であり、大和ハウスリアルティマネジメント株式会社（大和ハウスグループ）が管理運営する。

## 歴史
- 2006年（平成18年）4月26日 - 開業。

## 施設
建物は13階建てで、1階には居酒屋、コンビニエンスストア、美容室、インターネットカフェの他、地元のラジオ局であるFMぱるるんのサテライトスタジオがある。
2階にはエステティックサロン、旅行代理店、3階には飲食店とゲームセンター、4階にはシネマコンプレックス「ユナイテッド・シネマ水戸」（入り口は3階）があり、6〜13階はダイワロイネットホテル水戸となっている。
ペデストリアンデッキで水戸サウスタワー、駅ビルのエクセルみなみ、南北自由通路を挟んで北口の駅ビルEXCELや、MYMビル（旧丸井水戸店）と結ばれている。

## 主なテナント
1階
- 海鮮居酒屋　はなの舞
- ファミリーマート
- FMぱるるんサテライトスタジオ
- オアジ　水戸店(ネットカフェ)

2階
- エイチ・アイ・エス
- 株式会社WeOur(ウィーアー) 水戸事務センター ※関係者以外の入室不可

3階
- ユナイテッド・シネマ水戸
- カレーハウス CoCo壱番屋
- すき家
- タリーズコーヒー
- GiGO水戸
- ダイワロイネットホテル水戸

## アクセス
- JR常磐線・鹿島臨海鉄道水戸駅南口から徒歩1分。ペデストリアンデッキで直結。